# Oost-Thürings voetbalkampioenschap 1925/26
In 1925/26 werd het twaalfde voetbalkampioenschap van Oost-Thüringen gespeeld, dat georganiseerd werd door de Midden-Duitse voetbalbond. 1. Jenaer SV 03 werd kampioen en plaatste zich voor de Midden-Duitse eindronde. De club verloor met 7:3 van FC Wacker 1910 Gera.
VfB Apolda mocht naar de eindronde voor vicekampioenen en verloor daar meteen van VfB Pößneck. 

## Gauliga
| Plaats | Club                   | Wed. | W  | G | V  | Saldo | Ptn.  |
| ------ | ---------------------- | ---- | -- | - | -- | ----- | ----- |
| 1.     | 1. Jenaer SV 03        | 16   | 12 | 3 | 1  | 44:17 | 27:5  |
| 2.     | VfB 1910 Apolda        | 16   | 10 | 2 | 4  | 59:35 | 22:10 |
| 3.     | SC Apolda              | 16   | 8  | 2 | 6  | 44:43 | 18:14 |
| 4.     | SC 1903 Weimar         | 16   | 7  | 2 | 7  | 35:32 | 16:16 |
| 5.     | VfB Rudolstadt         | 16   | 6  | 3 | 7  | 36:45 | 15:17 |
| 6.     | SpVgg 1911 Jena        | 16   | 6  | 2 | 8  | 33:44 | 14:18 |
| 7.     | SV Kahla 1910          | 16   | 6  | 1 | 9  | 36:40 | 13:19 |
| 8.     | BC 1903 Vimaria Weimar | 16   | 5  | 1 | 10 | 27:41 | 11:21 |
| 9.     | VfL 1906 Saalfeld      | 16   | 4  | 0 | 12 | 26:43 | 8:24  |

|  | Kampioen, geplaatst voor Midden-Duitse eindronde           |
|  | Geplaatst voor Midden-Duitse eindronde voor vicekampioenen |